# Стоун, Джон (святой)
Джон Стоун (англ. John Stone, неизвестно, Кентербери, Кент — 27 декабря 1539, Лондон) — святой Римско-католической церкви, монах из монашеского ордена августинцев, мученик, принявший смерть во время английской Реформации.

## Биография
Джон Стоун жил в монастыре августинцев в Кентербери, имел научную степень доктора богословия. Во время английской Реформации открыто осудил во время проповеди поведение английского короля Генриха VIII. В то время английские законы от 1534 года: «Акт о супрематии» и «Акт об измене» объявляли неподчинение решению английского короля считать его главой церкви государственной изменой и приговаривали всякого, кто не подчинялся этому закону, к смертной казни. Все священнослужители английской церкви должны были принести присягу Генриху VIII. 14 декабря 1538 года епископ дуврский Ричард Ингвор посетил монастырь августинцев и призвал их подписать документ верности королю и исполнить указ короля, предписывающий закрыть все католические монастыри на территории Англии. Джон Стоун отказался подписать документ, за что был заключён в Тауэре. Джон Стоун был казнён в декабре 1539 года.

## Прославление
Джон Стоун был беатифицирован в 1886 году римским папой Львом XIII и канонизирован 25 октября 1970 года римским папой Павлом VI в группе 40 английских и уэльских мучеников.